# سان پابلو د لا مرالخا
سان پابلو د لا مرالخا (به اسپانیایی: San Pablo de la Moraleja) یک شهرستان در اسپانیا است که در استان وایادولید واقع شده‌است.